# Мисечна кроника
Мисечна кроника је био буњевачки лист, који је излазио у Суботици (1872—1873) сваког 15. дана у месецу, на осам страна, у величини од једног арка (29 x 21 цм). Штампан је у Штампарији Карла Битермана, а уређивао га је Калор Милодановић.